# Tổng tuyển cử Jamaica 2020
Tổng tuyển cử được tổ chức tại Jamaica vào thứ năm ngày 3 tháng 9 năm 2020  để bầu ra 63 thành viên Quốc hội Jamaica. Do hiến pháp Jamaica quy định nhiệm kỳ quốc hội là 5 năm, tổng tuyển cử tiếp theo sẽ diễn ra từ ngày 25 tháng 2 đến ngày 10 tháng 6 năm 2021. Tuy nhiên, Thủ tướng Andrew Holness đã kêu gọi các cuộc bầu cử sớm để đảm bảo một phản ứng thống nhất đối với đại dịch COVID-19 đang diễn ra. Theo lời khuyên của Holness, Toàn quyền Patrick Allen đã giải tán Quốc hội vào ngày 13 tháng 8 năm 2020.
Kết quả là Đảng Lao động Jamaica cầm quyền đã chiến thắng, giành được 57% phiếu bầu và 48 ghế; Đảng Quốc gia Nhân dân vẫn là đảng đối lập, nhưng bị mất 16 ghế. Trong bối cảnh đại dịch COVID-19 và dịch sốt xuất huyết 2019–2020, tỷ lệ cử tri đi bỏ phiếu chỉ đạt 37%, thấp nhất trong một cuộc bầu cử kể từ năm 1983.

## Bối cảnh
Trước cuộc bầu cử, Đảng Lao động Jamaica do Thủ tướng Andrew Holness lãnh đạo đã thành lập một chính phủ đa số. Đảng đối lập lớn nhất là Đảng Quốc gia Nhân dân, do Peter Phillips lãnh đạo. Đảng Lao động Jamaica hoặc Đảng Quốc gia Nhân dân đã nắm quyền kể từ khi chế độ phổ thông đầu phiếu được áp dụng vào năm 1944.